# Slime Season 3
Slime Season 3 è un mixtape commerciale del rapper statunitense Young Thug, pubblicato nel 2016 dalla 300 Entertainment e dalla Atlantic Records.
Il mixtape ottiene un punteggio pari a 76/100 su Metacritic. Accolto positivamente dalla critica, ha avuto un buon ritorno commerciale, vendendo 22 000 copie fisiche e 16.000 unità equivalenti.
| Recensione   | Giudizio |
| ------------ | -------- |
| AllMusic     | [ 1 ]    |
| PopMatters   | [ 7 ]    |
| HipHopDX     | [ 8 ]    |
| Pitchfork    | [ 9 ]    |
| Spin         | [ 10 ]   |
| XXL          | [ 11 ]   |
| The Guardian | [ 12 ]   |
| Exclaim!     | [ 13 ]   |
| Consequence  | B-       |

## Tracce
1. With Them – 3:17 (testo: Jeffery Williams, Michael Len Williams II, Braylin Bowman – musica: Mike Will Made It, Resource)
2. Memo – 3:15 (testo: Williams, London Holmes – musica: London on da Track)
3. Drippin' – 3:06 (testo: Williams, Allen Ritter – musica: Ritter)
4. Slime Shit (feat. Yak Gotti, Duke & Peewee Roscoe) – 4:38 (testo: Williams, Deamonte Kendrick, Arnold Martinez, Ricky Harrell, Jr. – musica: Ricky Racks)
5. Digits – 2:56 (testo: Williams, Holmes – musica: London on da Track)
6. Worth It – 3:06 (testo: Williams, Holmes – musica: London on da Track)
7. Tattoos – 4:01 (testo: Williams, Holmes – musica: London on da Track)
8. Problem – 4:01 (testo: Williams, Isaac Bivens, David Cunningham, Jamarii Massey – musica: Dun Deal, Isaac Flame, MariiBeatz)

## Classifiche
| Classifica (2016)         | Posizione massima |
| ------------------------- | ----------------- |
| Canada                    | 30                |
| Stati Uniti               | 7                 |
| US Digital Albums         | 3                 |
| US Top Rap Albums         | 1                 |
| US Top R&B/Hip-Hop Albums | 3                 |